# Ansis Buševics
Ansis Buševics (* 10. November 1878; † 10. August 1942) war ein lettischer Journalist, Rechtsanwalt, sozialdemokratischer Politiker  und Mitglied der ersten Saeima.

## Leben
Buševics absolvierte Rechtswissenschaft an der Universität Petersburg und war ab 1904 Advokat.
Zu Beginn des 20. Jahrhunderts war Buševics Mitbegründer der Lettischen Sozialdemokratischen Arbeiterpartei (LSDSP).
Bei Lettlands ersten freien Wahlen am 19. Januar 1919 wurde Buševics zum Stadtoberhaupt von Liepāja (deutsch: Libau) gewählt. Diese Aufgabe hatte er bis zum 17. Februar 1921 inne. In seiner Position vertrat er am 11. August 1920 die lettische Seite beim Frieden von Riga, in dessen Folge die Republik Lettland von der Sowjetunion anerkannt wurde.
Bei den Wahlen im Jahre 1922 wurde Buševics in die erste Saeima gewählt.
| Personendaten    | Personendaten                                                |
| ---------------- | ------------------------------------------------------------ |
| NAME             | Buševics, Ansis                                              |
| KURZBESCHREIBUNG | lettischer Sozialdemokrat und Politiker, Mitglied der Saeima |
| GEBURTSDATUM     | 10. November 1878                                            |
| STERBEDATUM      | 10. August 1942                                              |